# Кобра 11 (1. сезона)
Прва сезона серије Кобра 11 је емитована од 12. марта до 7. маја 1996. године и броји 9 епизода.

## Опис
У главну поставу су ушли Јоханес Брандруп, Рајнер Штрекер и Алмут Егерт. Рајнер Штререк је напустио серију после две епизоде након чега га је заменио Ердоган Аталај. Јоханес Брандруп је напустио серију након ове сезоне.

## Улоге
- Јоханес Брандруп као Франк Штолте
- Рајнер Штрекер као Инго Фишер (епизоде 1−2)
- Ердоган Аталај као Семир Герхан (епизоде 3−9)
- Алмут Егерт као Катарина Лампрехт

## Епизоде
| Бр. еп. (укупно) | Бр. еп. (у сезони) | Наслов                       | Редитељ     | Сценариста        | Премијера       |
| --- | ------------------ | ---------------------------- | ----------- | ----------------- | --------------- |
| 1 | 1                  | "Бомба на 92. километру"     | Лео Зан     | Клод Клуени       | 12. март 1996.  |
| Нови случај за главне инспекторе Франка Штолтеа и Инга Фишера. Направа у облику будилника је пукла на ауто-путу. Двојица радника су преживела са лакшим повредама. Одмах после тога, чини се као да је починилац Ричи Вебер, човек који је претио кашикаром у једној гостионици уз ауто-пут. Убрзо после тога, проваљено је на један отпад. Украдене ствари су пронађене мало касније са касетом и лутком поред ауто-пута. На касети се чује да извесни Раскар Капак признаје да је починилац бомбардовања и тражи милиона марака у готовом и кило злата. На жалост, инспектори откривају да је "Раскар Капак" лик из стрипа о Тинтину. Када примопредаја није успела, на једним радовима на путу је петљано како би настало расуло. За Франка, игра мачке и миша је почела. Прво га је бомбардер послао на базен, али кад се Инго појавио, "Раскар Капак" је послао Франка у музеј. И тамо је примопредаја оманула, а чувер музеја је украо ранац са новцем. Након што ни ова примопредаја није успела, службеник Маркус Бродман је озбиљно повређен у нападу "Раскара Капка" и упозорио је инспекторе на следећи напад. Начелница Катарина Лампрехт мора да се бори са новинарима због тих напада. Али случај добија неочекиван преокрет када је откривено да је динамит који користи "Раскар Капак" користио терориста Халид Машарид, а она је, међутим, у затвору. Чак ни после разговора са терористом, инспектори нису много одмакли. Тек после дојаве повређеног Маркуса Бодмара, који је прочитао све стрипове о Тинтину у болници, инспектори проналазе динамит који је Халид некада користио у радовима на путу. Кад су инспектори рекли терористи да су пронашли динамит, такође су открили да је Стив Крогер, бивши робијаш који је открио Халиду где је динамит, човек који стоји иза псеудонима "Раскар Капак". Онда је дошла коначна примопредаја у којој је Крогер прошетао Франка кроз цео град да касније остави новац у хотелском вешерају. Али Крогера су пратили Инго и Ања Хекендорн, која је дошла у екипу као замена за Бодмара. Почела је потера, а Франк је скочио на кров Крогерових кола. На крају, Крогер се забио у вагон па је лако ухапшен, али је обећао да ће се вратити. |                    |                              |             |                   |                 |
| 2 | 2                  | "Црвене руже, црна смрт"     | Томи Виганд | Клементин Хегевиш | 19. март 1996.  |
| Инспектори су добили пријаву да неки људи изнуђују новац од власника одморишта уз ауто-пут. Франк креће на задатак, али га муче неке личне ствари. Његова девојка Марајка је раскинула са њим јер је јако незадовољна зато што му је на другом месту у животу после посла. Кад се млади инспектор појавио у Марајкеном одморишту "Валденау" јер жели да му опрости, Марајке је мувала на његове очи Харија, једног од гостију. Франк је претпоставио да јој је то нови дечко. Због љубоморе је почео аљкаво да ради посао. У међувремену, Марајке је приметила да је Хари јако безобразан јер јој је запретио да ће бити последица ако му не плати за услуге. Мало касније, Марајке је постала беспомоћна, а скупина из полиције ју је пратила. Камионџија који је интервенисао је убијен због тога. Кад је Инго Фишер разговарао са Марајке о тој багри, она је све порицала потпуно преплашена. Главни инспектор је одлучио да од тад прати Марајке. Франк је покушао да нађе власника Харијевог Поршеа. Испало је да су кола тачан двојних других кола. Радио-станицом је Франк о томе обавестио Инга који је пратио Марајке ауто-путем. Приметио је да је стала поред пута да да новац Харију. Инго је онда одлучио да интервенише и изненади Харија. Та одлука је била кобна. |                    |                              |             |                   |                 |
| 3 | 3                  | "Нови ортак"                 | Петер Вогел | Фриц-Милер Шерц   | 26. март 1996.  |
| Франку Штолтеу је јако лоше због смрти његовог ортака Инга Фишера. Не само то, њему начелница Катарина Лампрехт треба да додели новог ортака. Против његове воље, она му је доделила новог ортака: главног инспектора Семира Герхана, који није брзоплет, него мисли пре него што дела. Франк је у почетку имао велике тешкоће са новим сарадником док се нису сложили. Упркос тим "почетним тешкоћама", двојица инспектора имају важан случај: већ неко време се краду скупа кола неколико сати после куповине. Већина тих кола долази из салона "Рабе". Починиоци нису оставили никакве трагове, а кола к'о да су у земљу пропала. Током редовне вожње ауто-путем, Семир је приметио украдена кола на камиону. Кад су Семир и Франк хтели да га зауставе, вођа крадљиваца кола Валдерман је намерно изазвао несрећу уз помоћ свог саучесника. Он је звао камионџију Хансија да изгура полицајце. Кад је он то одбио, Валдерман га је хладнокрвно убио. У свом склоништу је сачекао хакера који га је обавестио када ће бити следећа испорука у салону. Семир и Франк су убедили власника салона "Рабе" да им помогне да поставе клопку, представљајући се као купци једног од луксузних кола. Као што су и смислили, разбојници су покушали да украду кола, а један од њих је улетео у полицијску мрежу, а кад је открио да је његов газда убио једног од саучесника ни не трепнувши, он је открио Семиру и Франку где је Валдерманово склониште. Заједно са специјалцима, двојица инспектора су упали у склониште са колима. Тамо се Франк нашао у смртној опасности. |                    |                              |             |                   |                 |
| 4 | 4                  | "Крв и гром"                 | Петер Вогел | Фриц-Милер Шерц   | 2. април 1996.  |
| Постоји присни однос између заосталог Антона и мађарице Катје. Често су проводили време заједно. Кад је Катја отишла на посао на ауто-путу, Антон, који живи у близини у дому, ју је често гледао потајно. Једног дана је Катја пронађена мртва поред пута и постала је још једна жртва у низу загонетних убистава дроља. Овог пута, наслини злочина је предат инспекторима Штолтеу и Герхану. У исто време, камионџија Вернер Рикс је притиснуо свог шефа господина Прота јер је открио да је превозио врућу робу за Прота годинама. Мало касније је и Рикс пронађен мртав. Франк и Семир нису могли да нађу везу између та два злочина. Али кад су у Риксовом камиону пронађени трагови крви убијене мађарице и пошто је сведочио Катјином блиском односу са Антоном, инспектори су посумњали. У ствари, на основу даљих сведочења и истраге злочина, утврдило се да је Рикс одговоран за злочине. Али и Антон је играо битну, али још увек нејасну улогу у случају. Франк и Семир су на крају открили један вашар на који је он често ишао са Катјом. Антон је побегао полицајцима на великит точак. Франк је скочио у последњем тренутку и беспомоћно остао да виси држећи се за ограду кабине на висини вишој од 20 метара. Последњим напорима, полицајац га је осигурао и Антон је признао. |                    |                              |             |                   |                 |
| 5 | 5                  | "Смрт на 100 на сат"         | Петер Вогел | Дирк Кулов        | 9. април 1996.  |
| Заступника Савацки је изашао на ауто-пут пред једна мала кола при брзини од 100 на сат. Оба возача су на месту изгинула. Истрага је открила да је Савацки био у потресу у време несреће. Како је испало, заступника је претрпео страх од паука. У колима су истражитељи пронашли ретког огромног паука. Штолте и Герхан истражују да ли је у питању убиство. |                    |                              |             |                   |                 |
| 6 | 6                  | "Стари и млади"              | Петер Вогел | Хуберт Склоуд     | 16. април 1996. |
| Инспектори Штолте и Герхан прате двојицу разбојника. Они су напали на ауто-путу и побегли су са малим Свеном као таоцем. Родитељи дечака су ван себе јер је Свен у двострукој опасности − он је шећераш. |                    |                              |             |                   |                 |
| 7 | 7                  | "Пријавите ово плаво светло" | Петер Вогел | Клеменс Бергер    | 23. април 1996. |
| Низ пљачки на ауто-путу ставио је Штолтеа и Герхана у узбуну јер разбојници увек раде истим шаблоном. Они возе кола са лажним плавим светлима и представљају се као полицајци како би опљачкали возаче. Бачена торба са отисцима старог знанца је довела Штолтеа и Герхана до трага о починиоцима Чарлију Пирнауу и његовом саучеснику Венеру. Франк и Семир су су убеђени да разбојнички двојац има још људи. Како би им се приближили, двојица инспектора нису хтели још да ухапсе Пирнауа. Он је посумњао да му је полиција за петама па је послао своју девојку Нину Лобел код Семира Герхана. Иако је знао да је она доушница, Семир се заљубио у Нину. Покушао је да је убеди да сарађује са полицијом. Катарина Лампрехт је изгубила стрпљење и наредила Франку Штолтеу да ухапси Пирнауа. Недуго пре него што му је ставио лисице на руке, Штолтеа је ударио Вернер. |                    |                              |             |                   |                 |
| 8 | 8                  | "Самурај"                    | Петер Вогел | Клеменс Бергер    | 30. април 1996. |
| Бескрупулозни универзитетски професор Вилке је искористио један млади пар, Јоко и Лукаса, за свој оглед са дрогом. Сада његов руководилац Рајнер Бар мора да их се отараси па је убацио онсевешћене људе у своја кола. Током пута, Лукас се освестио и покушао да продуби Јоко која је била на самрти па је изазвао несрећу после чега је побегао са девојком на рукама. Један паор га је пронашао и позвао хитну помоћ, али је за Јоко помоћ закаснила − умрла је, а Лукас је примљен у болницу. Лекари су му у крви пронашли непознату твар која се брзо раствара. Дошли до закључка да је у питању нека дрога јер је тајанствена твар пронађена и у Јокином телу. Инспектори Штолте и Герхан су открили да је Јоко ћерка финансијског директора који је био кући. Она и Лукас су се дуго волели, али се Јокин отац противио њиховом браку јер је његова ћерка већ била обећана једном његовом пријатељу Сакиу Такеди. Вилке жели да се отараси свог сатворца па је поставио Бира, кад га је послао у акцију, за волан својих кола и запалио их. Кад су кола откривена, Штолте и Герхан су успели да их повежу са Јокином смрћу због неких остатака хартије и лекова. Јокин вереник Такеда је у међувремену кренуо на свој пут освете па се појавио код Лукасове мајке и натерао је да му каже где јој је син. Френк је успео да спречи напад на Лукаса. Испитивање трагова пронађеним на стварима је довело истражитеље до трага о Вилкеу, али и Такеда је професору за петама. |                    |                              |             |                   |                 |
| 9 | 9                  | "Последње стајалиште за све" | Петер Вогел | Клеменс Бергер    | 7. мај 1996.    |
| Зависница од кокаина Штефи је у невољи јер дугује свом растурачу много новца, а очекује ускоро нову испоруку дроге. У беспомоћном стању, она је опљачкала штедионицу, ранила једног од чувара и побегла па се састала са својом везом Сашом код једног одморишта. Он је убрзо схватио да нешто није у реду и да много полицајаца долази и очигледно траже Штефи. Саша се помео и одвукао девојку у један аутобус у нади да ће побећи неопажено кад се помеша са посетиоцима. Ипак, Семир Герхан их је посматрао из Марајкине гостионице и препознао Штефи као пљачкашицу штедионице па се убацио као путник у аутобус. Саша је нешто осетио па их је све узео као таоце, а Штефи је невољно морала да сарађује. Семира су везали, пун аутобус је кренуо са паркиралишта, а Саша га је усмерио ка месту на ком је мобилним телефоном рекао саучесницима да га чекају. Тамо је хтео да изађе са осталим таоцима. Варка је успела, али се Семир у последњем тренутку ослободио. Саша је упуцао Штефи пре него што је Семир стигао да је ухапси. Рањена девојка се докопала волана аутобуса и кренула ауто-путем. Али није била сама − један дечак се сакрио испода седишта па изашао. Надрогирана Штефи се онесвестила за воланом. Аутобус је почео да кривуда ауто-путем претећи да удари у стуб моста. |                    |                              |             |                   |                 |